# ایاکیو خمو

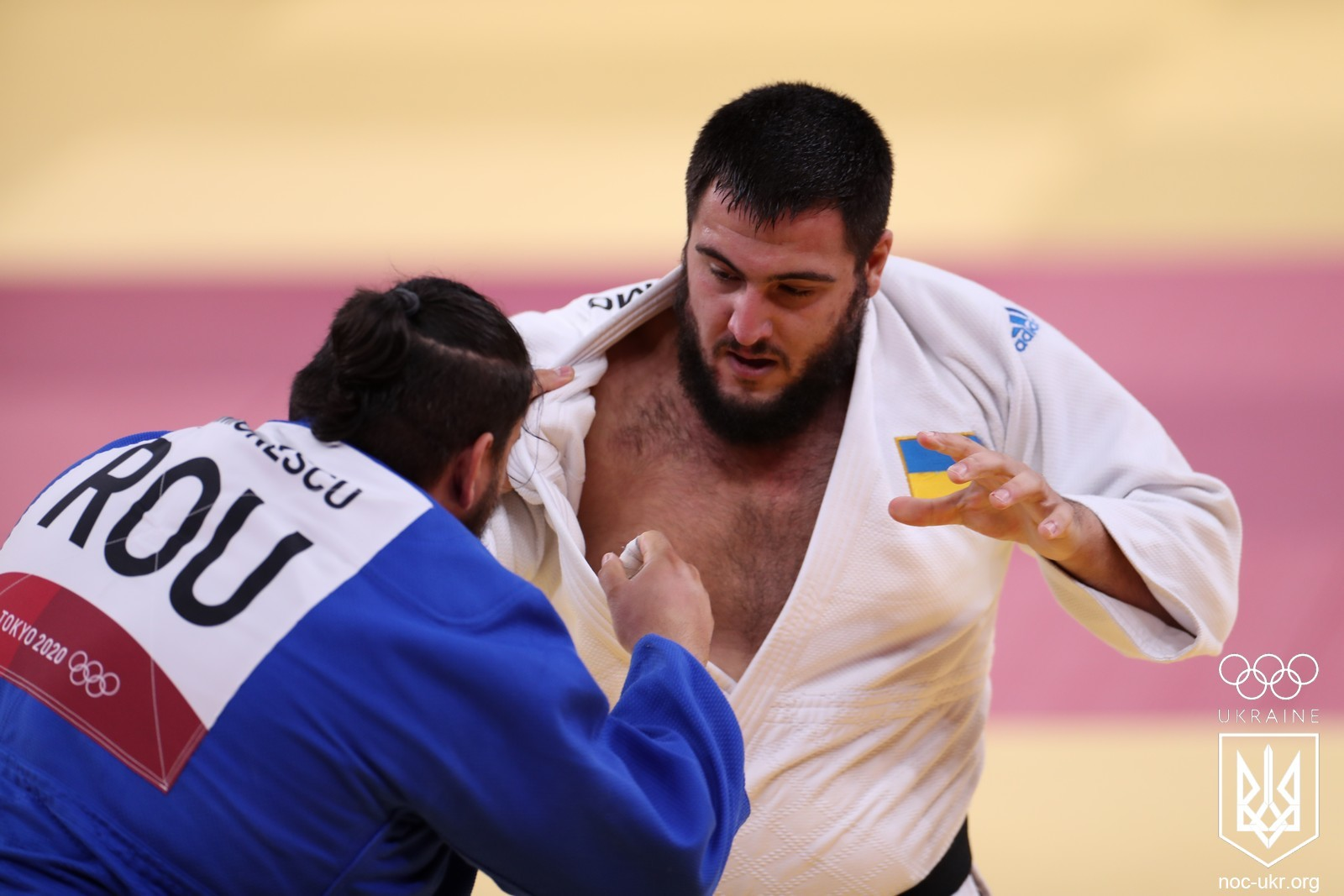
ایاکیو خمو، جودوکار اوکراینی (سفید) - ۲۰۲۱

ایاکیو خمو (اوکراینی: Яків Михайлович Хаммо، زاده ۱۱ ژوئن ۱۹۹۴) جودوکار اوکراینی است. او در دستهٔ مثبت ۱۰۰ کیلوگرمی مردان دارنده مدال برنز جهان ۲۰۱۵ است، همچنین سابقهٔ حضور در بازی‌های المپیک تابستانی ۲۰۱۶ را نیز درکارنامه ورزشی خود دارد.
او توانست یک مدال برنز در مسابقات مسترز جهانی جودو در سال ۲۰۲۱ که در دوحه قطر برگزار شد، کسب نماید.